# شارع الهرم

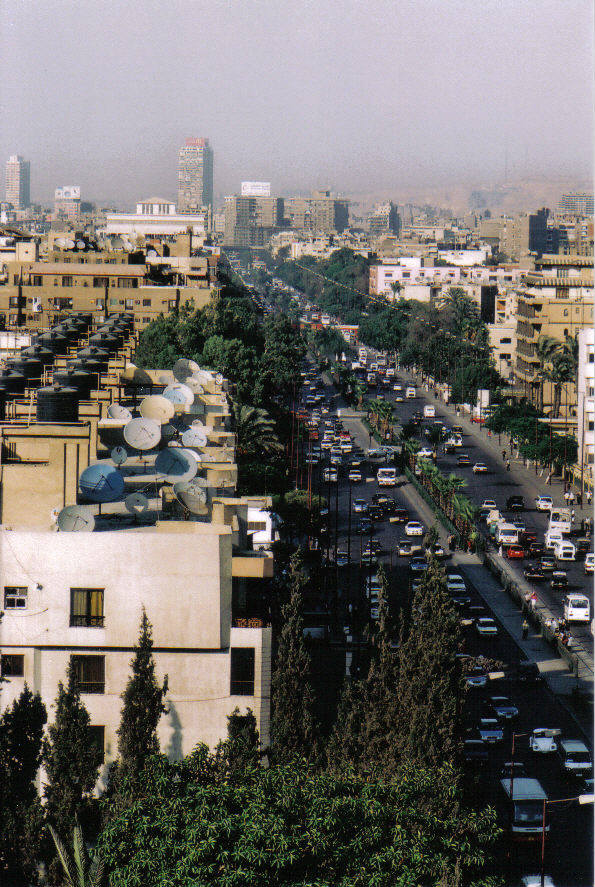
شارع الهرم محور رئيسي بالجيزة يمتد من الشرق إلى الغرب

شارع الهرم هو أحد أهم الشوارع بمحافظة الجيزة حيث يعتبر هو الشارع المؤدي إلى أحد أهم المعالم الأثرية القديمة وهي الأهرامات الثلاثة والتي توجد في منطقة نزلة السمان
يبدأ شارع الهرم من منطقة الجيزة وينتهي عند الأهرامات الثلاثة مروراً بـ: الشركة الشرقية للدخان، ترعة الزمر ونصر الدين، محافظة الجيزة، محطة ومبي، محطة المساحة، شارع فاطمة رشدي والخزان، محطة مدكور، محطة الطالبية، محطة الأريزونا، محطة حسن محمد، رويال سنتر، محطة المطبعة، محطة التعاون، مسرح الزعيم، شارع العريش، محطة الكوم الأخضر، ترعة المريوطية ومستشفى الهرم، الوفاء والأمل، ترعة المنصورية، وصولاً إلى الأهرامات الثلاثة.